# بیورغیک منیان
بیورغیک ساقاتلی منیان (ارمنی: Բյուրեղիկ Սաղաթելի Մնեյան؛  ۱۱ مارس ۱۹۳۵) یک بازیگر و نمایش‌نامه‌نویس اهل ارمنستان است. وی از سال ۱۹۵۵ میلادی تا کنون فعالیت می‌کرد.

## زندگی‌نامه
وی در ۱۱ مارس ۱۹۳۵ در واردنیس به دنیا آمد و از تئاتر دراماتیک دولتی لوون کالانتار گاوار فارغ‌التحصیل شد.  وی همچنین برندهٔ جوایزی همچون هنرمند شایسته ارمنستان شوروی (۱۹۷۸) شده است.